# Deir Abu Da'if
Deir Abu Da'if (àrab: دير ابو ضعيف, Dayr Abū Ḍaʾīf) és una vila palestina de la governació de Jenin a Cisjordània, al nord de la vall del Jordà, a 5 kilòmetres al nord de Jenin. Segons el cens de l'Oficina Central Palestina d'Estadístiques (PCBS), Deir Abu Da'if tenia 5.293 habitants en 2007.